# Mallinella okinawaensis
Mallinella okinawaensis är en spindelart som beskrevs av Akio Tanikawa 2005. Mallinella okinawaensis ingår i släktet Mallinella och familjen Zodariidae. Inga underarter finns listade i Catalogue of Life.